# Дестро (Козенца)
Дестро је насеље у Италији у округу Козенца, региону Калабрија.
Према процени из 2011. у насељу је живело 545 становника. Насеље се налази на надморској висини од 478 м.